# Julius Gustav Lange
Julius Gustav Lange (* 1815 in Potsdam; † 1905 ebenda) war ein Fleischermeister in Potsdam, der sich neben seinem Beruf der örtlichen Stadtgeschichte und der mittelalterlichen Münzgeschichte der Mark Brandenburg widmete.

## Leben

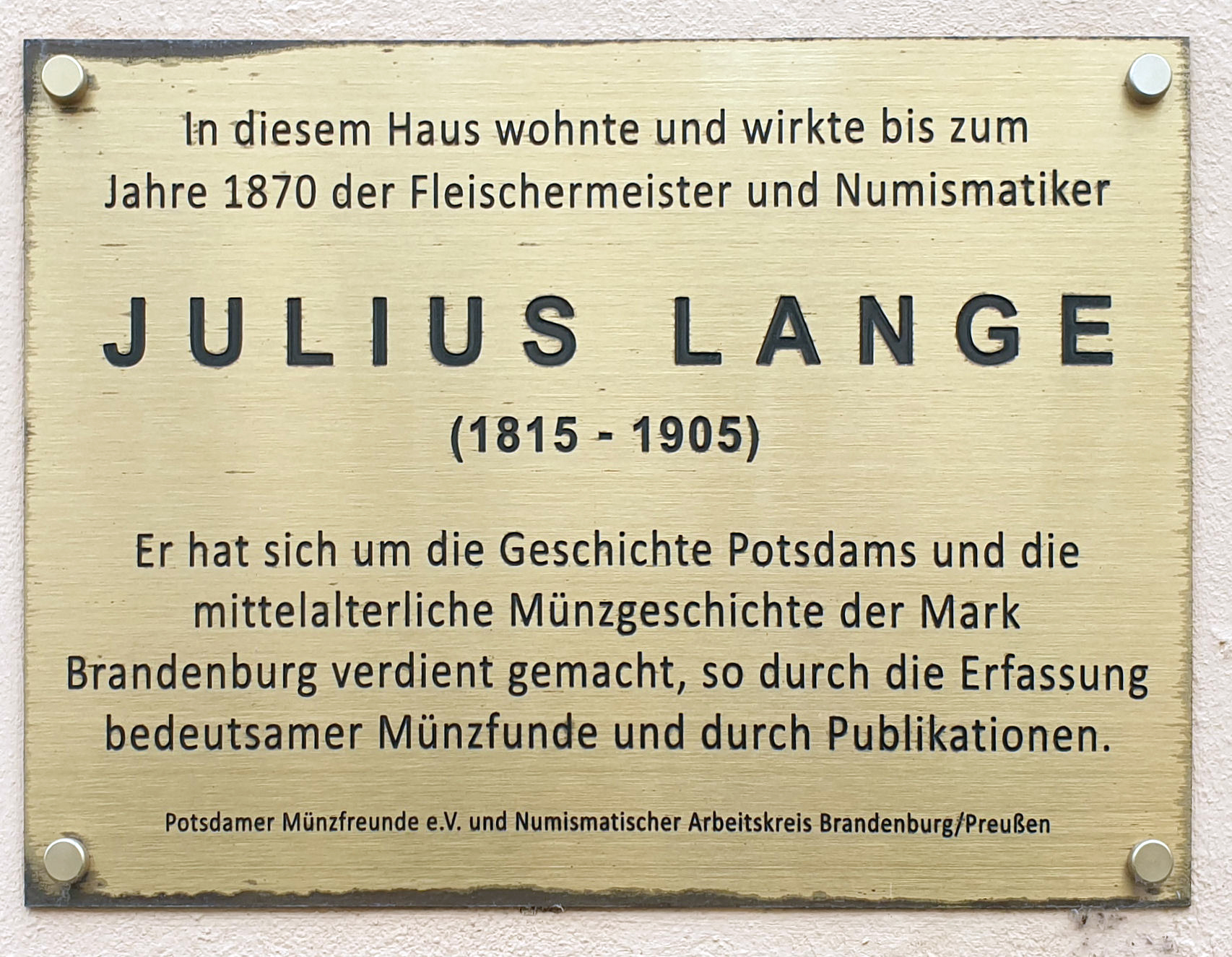
Gedenktafel am Haus, Brandenburger Straße 29, in Potsdam

Langes Vorfahren stammten aus Sachsen und kamen um etwa 1730 zur Regierungszeit von Friedrich Wilhelm I. nach Potsdam. Julius Lange war dort als Meister in einer Fleischerei tätig, die er nach Ableistung seines Militärdienst von seinem Vater 1842 übernommen hatte. 1870 ging er im Alter von 55 Jahren in den Ruhestand und widmete sich der Münzkunde sowie der Potsdamer Stadtgeschichte. Bereits während seiner beruflichen Tätigkeit, bei der er als Vieheinkäufer Märkte und die umliegenden Dörfer aufsuchte, erhielt Lange Kenntnis von Münzfunden. Er trug zur Bergung und Beschreibung verschiedener Münzschätze bei. Dazu gehören von ihm veranlasste Nachgrabungen nach dem Fund eines irdenen Gefäßes und einzelner dünner Metallscheibchen im September 1880 bei landwirtschaftlichen Arbeiten auf dem Michendorfer Wolkenberg. Dabei wurde der  Münzfund von Michendorf mit fast 1800 Münzen aus den Jahren 1140 bis 1184, einer der größten Horte mit Münzen in Brandenburg, geborgen. Bei den Münzen handelte es sich um  Denare mit dem Bildnis des Slawenfürsten  Pribislaw und Brakteaten mit dem Bildnis des Askanierfürsten Albrechts des Bären. Bei dem Fund wurde der sogenannte Petrissa-Pfennig zum ersten Mal dokumentiert. Damit wurde die slawische Fürstin, die Albrecht dem Bären im Jahr 1150 zur Macht verholfen haben soll, erstmals als real existierende historische Persönlichkeit nachgewiesen.
Neben der Bergung und Beschreibung von Münzfunden hielt Lange Vorträge im Verein zur Geschichte Potsdams und publizierte zu verschiedenen heimatgeschichtlichen Themen. Er sammelte nicht nur selbst, sondern verschenkte und tauschte erworbene Münzen an Museen sowie öffentliche Sammlungen.

## Ehrung
Das Haus in der Brandenburger Straße 29 in Potsdam, in dem Lange bis 1870 wohnte, trägt seit dem 21. September 2019 eine Gedenktafel des Vereins Potsdamer Münzfreunde und des Numismatischen Arbeitskreises Brandenburg/Preußen.

## Veröffentlichungen
- Die Potsdamer Kirchen- und Innungs-Siegel. In: Mittheilungen des Vereins für die Geschichte Potsdams. Neue Folge, Teil 1, Nr. 218, 1875, ZDB-ID 749333-2, S. 152–157.
- August Friedrich Eisenhart. (Ein Lebensbild). In: Mittheilungen des Vereins für die Geschichte Potsdams. Neue Folge, Teil 1, Nr. 229, 1875, S. 235–241.
- Das Vorwerk Gallin. Zur Geschichte des Potsdamer Schlächtergewerkes. In: Mittheilungen des Vereins für die Geschichte Potsdams. Neue Folge, Teil 1, Nr. 246, 1875, S. 376–401.
- Beiträge zur Geschichte des Potsdamer Mühlenwesens. In: Mittheilungen des Vereins für die Geschichte Potsdams. Neue Folge, Teil 2, Nr. 269, 1878, S. 279–301.
- Die  Amts-Meyerei. In: Mittheilungen des Vereins für die Geschichte Potsdams. Neue Folge, Teil 3, Nr. 272, 1883, S. 20–32.